# Portland International Airport
Portland International Airport (IATA: PDX, ICAO: KPDX, FAA LID: PDX) je společné vojenské a civilní mezinárodní letiště ve městě Portland v Oregonu v USA. Zaujímá 90% objemu letecké přepravy cestujících a více než 95% objemu letecké nákladní dopravy v Oregonu (2001). Letiště leží na hranici města Portland jižně od řeky Columbia 10 km vzdušnou čarou od centra Portlandu a pokrývá plochu 1 214 hektarů.